# Mrtovnjak (Iž)
Mrtovnjak je otočić između Dugog otoka i Rave.